# スリリングサンデー
スリリングサンデー（Thrilling Sunday、1996年4月10日 - 不明）は日本の競走馬、種牡馬。競走馬時代は重賞勝ちこそ無かったが、新馬戦や条件戦でシンボリインディ、ナリタトップロード、トゥザヴィクトリーら後のGⅠ馬を相手に勝利した。
全弟にダイワメジャー、半妹にダイワスカーレットがいる。

## 競走馬時代
1998年、デビュー戦となった新馬戦では横山典弘が騎乗し単勝3番人気の評価であったが、1番人気シンボリインディをクビ差抑えて初勝利を挙げた。続く白菊賞（500万下）では5着、そしてエリカ賞（500万下）ではオリビエ・ペリエに乗り替わるも、当時未勝利馬だったアドマイヤベガに敗れ2着という結果だった。
1999年、福寿草特別（500万下）では、トゥザヴィクトリーやナリタトップロードらを相手に1番人気に支持され勝利し、続く若駒ステークスでは、単勝オッズ1.3倍の1番人気に支持されるも2着という結果だった。しかも、レース後に骨折が判明し長期離脱を余儀なくされた。
2001年、ようやく復帰し、初戦レースでは松永幹夫が騎乗し、長期休養明け、馬体重14キログラム増ながら2番人気に支持され勝利を飾った。その後は1000万下クラスのレースで安定した走りをみせるも勝利したのは5戦目の兵庫特別だった。続く鳴滝特別（1000万下）も勝利するも再びアクシデントに見舞われ長期休養を余儀なくされた。その後矢野進厩舎に転厩となった。
2003年、復帰戦となったメイステークス（1600万下）では8番人気で6着となり、その後5戦走るが掲示板に載る（5着以内に入る）こともなく引退した。当初は乗馬となったが、翌2004年、全弟ダイワメジャーが皐月賞を勝ったことにより、急遽種牡馬入りとなった。

## 種牡馬時代
2004年シーズンよりブリーダーズ・スタリオン・ステーションで種牡馬となり、2005年にファーストクロップとなる産駒が誕生しその後36頭が血統登録された。2007年、6月6日に旭川競馬場で行われたレースで産駒のインカローズが勝利し、これが地方競馬・中央競馬通じての産駒初勝利となった。10月28日、東京競馬場での2歳未勝利戦を産駒のデルマアルタイルが制し、この勝利が産駒の中央競馬初勝利となった。ちなみに同日行われた第136回天皇賞（秋）に全弟のダイワメジャーが出走したが9着だった。
2008年2月1日に日高軽種馬農協 (HBA) 門別種馬場に移動したが、約2か月後の4月8日にブリーダーズ・スタリオン・ステーションで繋養されていたボーンキングとトレードされる形で再びブリーダーズ・スタリオン・ステーションに移動した。2009年7月9日にはイーストスタッドに移動した。2010年は11頭に種付けを行ったが、2011年からは種牡馬としての活動は行っていない。その後、2015年12月付で用途変更となっている。その後の動向は分かっていない。
2008年5月6日に水沢競馬場で行われた岩手競馬の3歳限定重賞の阿久利黒賞で産駒のリュウノツバサが1着となり、これが地方・中央通じての重賞初勝利となった。

### おもな産駒
- ジルグリッター（2008年戸塚記念）
- インカローズ（2008年桃花賞、ユングフラウ賞）
- リュウノツバサ（2008年阿久利黒賞）

## 血統表
| スリリングサンデーの血統サンデーサイレンス系（ヘイルトゥリーズン系） / （Almahmoud4×5=9.38%） | スリリングサンデーの血統サンデーサイレンス系（ヘイルトゥリーズン系） / （Almahmoud4×5=9.38%） | スリリングサンデーの血統サンデーサイレンス系（ヘイルトゥリーズン系） / （Almahmoud4×5=9.38%） | （血統表の出典）   | （血統表の出典） |
| 父 *サンデーサイレンス Sunday Silence 1986 青鹿毛 アメリカ                                    | 父の父Halo 1969 黒鹿毛 アメリカ                                                               | Hail to Reason 1958                                                                           | Turn-to            | Turn-to          |
| 父 *サンデーサイレンス Sunday Silence 1986 青鹿毛 アメリカ                                    | 父の父Halo 1969 黒鹿毛 アメリカ                                                               | Hail to Reason 1958                                                                           | Nothirdchance      |                  |
| 父 *サンデーサイレンス Sunday Silence 1986 青鹿毛 アメリカ                                    | 父の父Halo 1969 黒鹿毛 アメリカ                                                               | Cosmah 1953                                                                                   | Cosmic Bomb        | Cosmic Bomb      |
| 父 *サンデーサイレンス Sunday Silence 1986 青鹿毛 アメリカ                                    | 父の父Halo 1969 黒鹿毛 アメリカ                                                               | Cosmah 1953                                                                                   | Almahmoud          |                  |
| 父 *サンデーサイレンス Sunday Silence 1986 青鹿毛 アメリカ                                    | 父の母Wishing Well 1975 鹿毛 アメリカ                                                         | Understanding 1963                                                                            | Promised Land      | Promised Land    |
| 父 *サンデーサイレンス Sunday Silence 1986 青鹿毛 アメリカ                                    | 父の母Wishing Well 1975 鹿毛 アメリカ                                                         | Understanding 1963                                                                            | Pretty Ways        |                  |
| 父 *サンデーサイレンス Sunday Silence 1986 青鹿毛 アメリカ                                    | 父の母Wishing Well 1975 鹿毛 アメリカ                                                         | Mountain Flower 1964                                                                          | Montparnasse       | Montparnasse     |
| 父 *サンデーサイレンス Sunday Silence 1986 青鹿毛 アメリカ                                    | 父の母Wishing Well 1975 鹿毛 アメリカ                                                         | Mountain Flower 1964                                                                          | Edelweiss          |                  |
| 母 スカーレットブーケ 1988 栗毛 北海道千歳市                                                  | 母の父*ノーザンテースト Northern Taste 1971 栗毛 カナダ                                       | Northern Dancer                                                                               | Nearctic           | Nearctic         |
| 母 スカーレットブーケ 1988 栗毛 北海道千歳市                                                  | 母の父*ノーザンテースト Northern Taste 1971 栗毛 カナダ                                       | Northern Dancer                                                                               | Natalma            |                  |
| 母 スカーレットブーケ 1988 栗毛 北海道千歳市                                                  | 母の父*ノーザンテースト Northern Taste 1971 栗毛 カナダ                                       | Lady Victoria                                                                                 | Victoria Park      | Victoria Park    |
| 母 スカーレットブーケ 1988 栗毛 北海道千歳市                                                  | 母の父*ノーザンテースト Northern Taste 1971 栗毛 カナダ                                       | Lady Victoria                                                                                 | Lady Angela        |                  |
| 母 スカーレットブーケ 1988 栗毛 北海道千歳市                                                  | 母の母*スカーレットインク Scarlet Ink 1971 栗毛 アメリカ                                      | Crimson Satan                                                                                 | Spy Song           | Spy Song         |
| 母 スカーレットブーケ 1988 栗毛 北海道千歳市                                                  | 母の母*スカーレットインク Scarlet Ink 1971 栗毛 アメリカ                                      | Crimson Satan                                                                                 | Papila             |                  |
| 母 スカーレットブーケ 1988 栗毛 北海道千歳市                                                  | 母の母*スカーレットインク Scarlet Ink 1971 栗毛 アメリカ                                      | Consentid                                                                                     | Beau Max           | Beau Max         |
| 母 スカーレットブーケ 1988 栗毛 北海道千歳市                                                  | 母の母*スカーレットインク Scarlet Ink 1971 栗毛 アメリカ                                      | Consentid                                                                                     | La Menium F-No.4-d |                  |